# Szimmetrikus kulcsú rejtjelezés

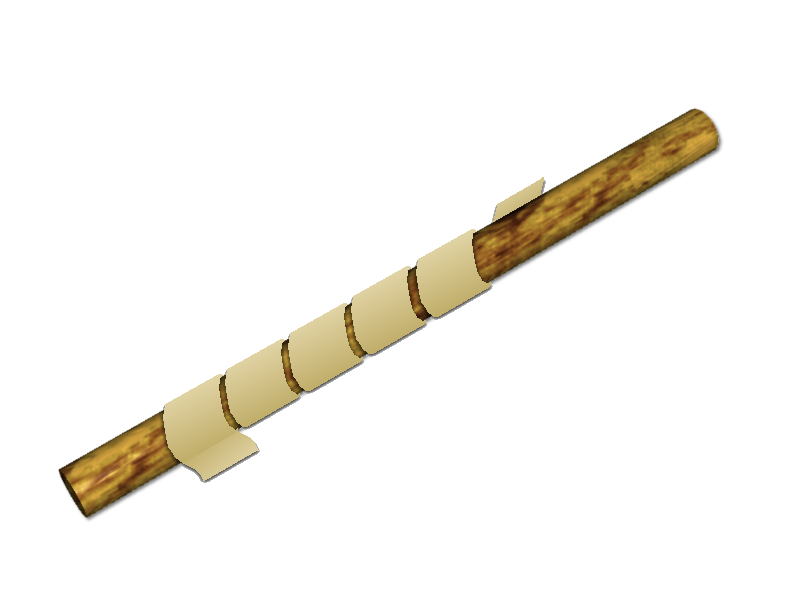
Rekonstruált görög rejtjelező rúd

A szimmetrikus kulcsú rejtjelezés vagy titkosítás az információk titkosításának a legrégebben ismert és legegyszerűbb módja. Lényege, hogy mind a küldő mind a fogadó ugyanazzal a kulccsal végzi a titkosítást és a megfejtést. Ez az alapja a legrégebbi rejtjelezőnek, a spártaiak által használt rejtjelező cilindernek. Ez két, tökéletesen azonos méretű hengerpalást volt, míg a kulcs a megfejtéshez a feltekert papirusz irányának és a szöveg hosszának ismerete volt. Minden szimmetrikus kulcsú titkosítás alapja a megosztott titok elve.

## Az alapelv
A folyamat egyszerű. A titkosítandó szöveget a közös titkosítási kulcsot felhasználva átalakítjuk, az így kapott információt továbbítjuk, majd a fogadó fél ugyanazt a közös titkosító kulcsot használva fejti azt meg.
Az aszimmetrikus titkosításnál használt hash függvénytől eltérően a szimmetrikus kulcsú titkosításkor a használt titkosítási kulcs különleges eljárást, biztonságot igényel. Ezt speciális kulcskezelési rendszerek támogatják. Problémát okoz, hogy a kulcs egyértelműen feloldja a védett információt. Speciális feladat a titkos kulcs küldő és fogadó fél közötti cseréjének a megoldása. További probléma a titkosító kulcsok biztonságának védelme a helyi számítógépeken.
A legismertebb szimmetrikus kulcsú titkosítási eljárások a DES, 3DES, AES és IDEA.
A szimmetrikus titkosítási kulcsokat használó rejtjelező eljárások legnagyobb előnye hogy gyorsak és nincs különösebb erőforrás igényük. A legnagyobb hátrányuk pedig, hogy földrajzilag távol eső helyekre kell teljesen azonos titkosítási kulcsokat eljuttatni és megfelelő biztonsággal tárolni. A kulcscsere egy 128 bites kulcs esetén meglehetősen problémás is lehet.

## DES
A DES (Data Encryption Standard) szimmetrikus kulcsú titkosítási eljárást az Amerikai Egyesült Államok Szabványügyi Hivatala (NBS) 1976-ban nyilvánította szövetségi szabvánnyá. A felhívást egy szabványos titkosítási algoritmus elkészítésére 1973-ban adták ki. A hivatal az IBM által Lucifer kódnéven benyújtott algoritmust fogadta el. Ezt követően az NBS és a NSA 3 éven át vizsgálta és finomította az eljárást és az 1976-ban vált az USA-ban szövetségi szabvánnyá. A DES szabvány előírása szerint a DES algoritmust 5 évente ismételt biztonsági felülvizsgálat alá kellett vetni. 1983-ban a felülvizsgálat sikeres volt, azonban az NSA 1987-ben már nem tartotta kellően megbízhatónak. Ennek ellenére, mivel más megfelelő alternatíva nem állt rendelkezésre egészen 1993-ig amikor az időközben NIST-re átkeresztelt szabványügyi hatóság a DES helyett az AES-t nyilvánította szövetségi szinten szimmetrikus kulcsú titkosítási szabvánnyá.
A DES egy úgy nevezett blokkrejtjelező (blokk alapú) titkosító eljárás (block cipher), ez azt jelenti, hogy a bemenő adatokat meghatározott méretű blokkokra osztja, tipikusan az utolsó blokk kiegészítésével, hogy az is elérje a szükséges blokkméretet, szemben a folyamatos rejtjelezőkkel (stream cipher) amelyek bit szinten folyamatosan dolgozzák fel a titkosítandó szöveget. A DES esetében ez a blokkméret 64 bit azaz a DES 64 bites input blokkokat fogad be és 64 bites rejtjelezett szöveget bocsát ki. Ezt az eljárást ismétli meg minden 64 bites blokkon. A DES titkosító kulcsának hossza eredetileg 56 bit volt, és ugyan azt a kulcsot, valamint ugyan azt az algoritmust, használta a titkosításhoz és a megfejtéshez is.

## 3DES
A 3DES vagy másképpen tripla DES a DES egy változata. Az alkalmazott változattól függően kettő vagy három titkosító kulcsot használ a hagyományos DES által használt egy kulccsal szemben. Ez háromszoros titkosítási eljárást jelent az ilyen eljárást többszörös titkosításnak nevezzük. A többszörös titkosítás, több különböző eljárással is megvalósítható. Legegyszerűbb módszere a titkosítási eljárások egymásba skatulyázása. A szöveget titkosítjuk a DES algoritmussal, a kapott első titkosított szöveget egy másik kulcsot használva ismét titkosítjuk majd a második titkosított szöveget ismét titkosítjuk a harmadik kulccsal. Ez lényegesen megnöveli a titkosítás feltöréséhez szükséges erőforrásigényt, ezzel növeli annak biztonságosságát. A 3DES erősebb titkosítást eredményez és ezért a mai napig népszerű és széles körben elterjedt.

## AES
1997. január 2-án a NIST (A szabványok és technológiák nemzeti hivatala) pályázatot hirdetett egy a DES-t felváltó új blokkrejtjelezést használó titkosító eljárás kifejlesztésére.
A pályázatra rengeteg munka érkezett. Végül a döntőbe már csak öt munka kapott helyet:
- MARS – IBM,
- RC6 – RSA
- Rijndael – Joan Daemen és Vincent Rijmen
- Serpent – Ross Anderson, Eli Biham, Lars Knudsen
- Twofish – Bruce Schneier, John Kelsey, Niels Ferguson, Doug Whiting, David Wagner, Chris Hall

Végül a 2000 őszén a NIST a Rijndael algoritmus 128 bites változatát nyilvánította győztesnek és ez lett az új szimmetrikus kulcsú rejtjelező szabványnak az AES-nek (Advanced Encryption Standard) az alapja az Egyesült Államokban. A választást a jó hatásfok mellett azzal indokolták, hogy ez az algoritmus korlátozott erőforrással rendelkező eszközökön is megfelelő teljesítményt biztosít. Az AES-ben megvalósított Rijndael algoritmus egy blokkrejtjelezési eljárás amelyik bemenetként 128 bites blokkokat használ. De maga a Rijdael konfigurálható 192 illetve 256 bites blokkok használatára is. A használt titkosítási kulcs hossza ennek megfelelően 128, 192 vagy 256 bit.

## IDEA
Az IDEA (International Data Encryption Algorithm) egy, James Massey (ETH Zürich) és Xuejia Lai, által kidolgozott blokktitkosítást használó rejtjelező eljárás. Ez az 1991-ben publikált titkosítási eljárás szintén szimmetrikus titkosítási kulcsot használ. A nevét 1992-ben kapta. Az eljárás 64 bites blokkokat és 128 bites titkosítási kulcsot használ. A 64 bites input blokkokat további 4 16 bites szegmensre osztja és ezekkel 8 menetben végzi el a titkosítást. Az utolsó menetben kapott 4 titkosított szövegdarab konkatenációja a végleges titkosított szöveg. A 128 bites kulcs kellő biztonságot ad, az algoritmus egyetlen ismert hibája a gyenge kulcsok használata lehet.
A PGP (Pretty Good Privacy) 2.0-s verziója is az IDEA-t használja miután a PGP v1.0-s változatban használt eredeti rejtjelező eljárásról bebizonyosodott, hogy feltörhető.

## Külső hivatkozások
- Online kódolás és dekódolás AES algoritmussal Archiválva 2014. augusztus 4-i dátummal a Wayback Machine-ben